# Moorilla Hobart International 2008
Moorilla Hobart International 2008 — жіночий тенісний турнір, що проходив на відкритих кортах з твердим покриттям. Це був 15-й за ліком Hobart International. Належав до турнірів 4-ї категорії в рамках Туру WTA 2008. Відбувся в Міжнародному тенісному центрі Гобарта в Гобарті (Австралія) й тривав з 6 до 11 січня 2008 року.

## Переможниці та фіналістки

### Одиночний розряд
Елені Даніліду —  Віра Звонарьова, без гри
- Для Даніліду це був 1-й титул за рік і 5-й - за кар'єру.

### Парний розряд
Анабель Медіна Гаррігес /  Вірхінія Руано Паскуаль —  Елені Даніліду /  Ясмін Вер, 6–2, 6–4